# Kiilopää
Kiilopää – wzniesienie w fińskiej Laponii o wysokości 546 m n.p.m. Należy do masywu Saariselkä. Leży częściowo w gminie Sodankylä, częściowo w gminie Inari, w obrębie Parku Narodowego Urho Kekkonena. 
Kiilopää jest popularnym celem wycieczek. Pierwszą drogę u podnoży zbudowano w 1963 roku. Na wzniesienie prowadzi ok. 2 km szlak z parkingu przy centrum turystycznym Suomen Latu Kiilopää.
Ze szczytu w kierunku południowo-wschodnim roztacza się widok na najwyższe wzniesienia w okolicy, Sokosti (717 m n.p.m.) i Ukselmapä (698 m n.p.m.); w kierunku południowym – na grupę wzniesień Nattastunturit w rezerwacie Sompio (fin. Sompion luonnonpuisto). 
Na wapiennym podłożu skalnym przecinanym wiosną licznymi strumieniami wytworzył się specyficzny, zróżnicowany mikroklimat. W rejonie szczytowym rosną typowe arktyczne gatunki flory: mącznica alpejska, naskałka pełzająca i zimnica Diapensia lapponica; nieco niżej gnidosz Pedicularis lapponica oraz wrzosy Phyllodoce caerulea i Harrimanella hypnoides, a także dębik ośmiopłatkowy Dryas octopetala i wierzba zielna .